# Takutea
Takutea ist eine kleine, unbewohnte Insel der südlichen Cookinseln im Südpazifik.
Sie liegt 21 Kilometer nordwestlich von Atiu und gehört verwaltungsmäßig zu Atiu. Takutea misst an Fläche etwa 1,3 km². Die Insel wurde am 4. Januar 1777 von James Cook entdeckt. Anlandungen an Takutea gelten als gefährlich und sind nur im Nordwesten möglich. Heute ist die Insel ein Naturreservat, das Takutea Wildlife Sanctuary, in dem sich vor allem Seevögel wie der Rotschwanz-Tropikvogel sowie Palmendiebe, eine Krebsart, auch Kokosnusskrebs genannt, befinden.
Die Insel gehört allen Bewohnern von Atiu zu gleichen Teilen und wird nicht einem bestimmten Dorf auf Atiu zugerechnet.